# Leyton Buzzards
The Leyton Buzzards alias The Buzzards était un groupe de rock et punk rock anglais, actif entre 1976  et 1980, surtout connu pour son single à succès mineur, "Saturday Night (Beneath the Plastic Palm Trees)".

## Carrière
Le groupe tire son nom de leur ville natale de Leyton, un quartier de l'est de Londres, autour d'un calembour sur le nom de la ville du Bedfordshire, Leighton Buzzard. Ils étaient d'abord un groupe de pub rock, mais ils se sont rapidement adaptés au punk rock / new wave. Leur premier single, "19 and Mad", est sorti en 1977 chez Small Wonder Records. Ils ont remporté un concours très médiatisé de « bataille des groupes » organisé par BBC Radio 1 et The Sun, ce qui a abouti à un accord avec une grande maison de disques avec Chrysalis Records. Le premier fruit de cet accord, "Saturday Night (Beneath the Plastic Palm Trees)", atteint la 53 e position dans le UK Singles Chart en mars 1979, passant cinq semaines dans le classement, et a conduit à une apparition sur Top of the Pops ,.
Le groupe a raccourci son nom en The Buzzards pour le single "We Make a Noise" de 1979 et l'album Jellied Eels to Record Deals, avant de revenir aux Leyton Buzzards pour leur dernier single, "Can't Get used to Losing You ".
Ils ont enregistré quatre sessions pour John Peel de BBC Radio One entre juillet 1978 et janvier 1980.
Le groupe change de direction en 1980, les quatre membres (Deane, Jaymes, Austin et Gainsbrough) renommant le groupe Modern Romance . Ce "nouveau" groupe avait un son beaucoup plus électronique que les Buzzards, mais leurs deux premiers singles ont fait un flop, manquant complètement les charts. À ce stade, Modern Romance a été réorganisé, avec Austin quittant et Deane et Jaymes adoptant un style pop teinté de salsa qui était à nouveau un changement total de direction. Modern Romance a continué à avoir un certain nombre de hits dans les charts britanniques, bien que Gainsborough et plus tard Deane aient tous deux quitté le groupe pendant sa période de plus grande popularité.

## Membres
- Kevin Steptoe (alias Grey Mare) [2] ( Batterie ) - plus tard Tony Gainsborough
- Vernon Austin (alias Chip Monk) [2] ( Guitare, Voix )
- David Jaymes (alias Dave Deprave) [2] ( Basse, Voix)
- Geoff Deane (alias Nick Nayme) [2] (Chant principal)
- Milton Reame-James ( claviers ) - plus tôt Steve Harley & Cockney Rebel [6]

## Discographie

### Albums
- Jellied Eels to Record Deals (1979), Chrysalis (comme The Buzzards)

### Singles
- "19 and Mad" (1978), Petite merveille
- "Saturday Night (Beneath the Plastic Palm Trees)" (1979), Chrysalis - UK No. 53
- "I'm Hanging Around" (1979), Chrysalis b/w B1. "I Don't Want to Go to Art School", B2. "No Dry Ice or Flying Pigs"[7]
- "We Make a Noise" (1979), Chrysalis (comme The Buzzards)
- "Can't Get Used to Losing You" (1980), WEA